# كويريل (فلم 1982)
كويريل (فيلم 1982) (بالإنجليزية: Querelle) فيلم درامي باللغة الإنجليزية عام 1982، إنتاج ألماني فرنسي مشترك من إخراج راينر فاسبيندر، وبطولة براد ديفيس، مقتبس من رواية للمؤلف الفرنسي جان جينيه «كويريل من مدينة بريست Querelle of Brest» عام 1947، كان الفيلم الأخير لفاسبيندر ككاتب سيناريو ومخرج، وتم إصداره بعد وفاة فاسبيندر في يونيو 1982.

## طاقم التمثيل
- براد ديفيس: في دور كويريل
- فرانكو نيرو: في دور الملازم سيبلون
- جين مورو: في دور ليسيان
- لوران ماليت: في دور روجر باتاي
- هانو بوشل: في دور روبرت / جيل
- جونتر كوفمان: في دور نونو
- بوركارد دريست: في دور ماريو
- روجر فريتز: في دور مارسيلين
- ديتر شيدور: في دور فيك ريفيت
- ناتيا برونكهورست: في دور بوليت
- ويرنر أسام: في دور عامل
- أكسل باور: في دور عامل
- نيل بيل: في دور ثيو
- روبرت فان أكرين: في دور جندي مخمور
- وولف جريم: في دور جندي مخمور
- فرانك ريبلوه: في دور جندي مخمور[5]

## أحداث الفيلم
يروي الفيلم قصة البحار البلجيكي الوسيم جورج كويريل، وهو أيضًا لص وقاتل، عندما تصل سفينته «لو فنجور» إلى مدينة بريست الفرنسية، يقوم بزيارة «فريا»، وهي حانة وبيت دعارة للبحارة تديره السيدة «ليزيان» وعشيقها «روبرت» هو شقيق كويريل، وبين الأخين هناك علاقة مضطربة ولكن عندما يلتقيان في فريا فإنهم يحضننون بعضهم البعض، ولكنهما يلكمان بعضهم البعض ببطء وبشكل متكرر في البطن. يقوم «نونو»، زوج ليزيان، بإدارة الحانة بمساعدة صديقه، قائد الشرطة الفاسد «ماريو». يعقد كويريل صفقة بيع مخدرات لنونو، ويقوم بقتل «فيك» زميله بعد أن يسلمه المخدرات. يعلن كويريل رغبته في معاشرة ليزيان، ويعلم أن هذا يعني أنه سيتعين عليه رمي النرد مع نونو الذي يتمتع بإمتياز لعب لعبة الحظ مع جميع عشاق ليزيان المحتملين، وإذا خسر نونو، فيُسمح لخصمه بمباشرة علاقته معها، وإذا خسر الخصم، فيجب عليه الخضوع للجنس الشرجي مع نونو أولاً، قائلاً «بهذه الطريقة، أستطيع أن أقول إن زوجتي تنام فقط مع المتسكعين». يخسر كويريل اللعبة عمدًا، مما يسمح لنفسه باللواط مع نونو. يشمت نونو بخسارة كويريل أمام روبرت، الذي فاز بلعبة النرد، ينتهي الأمر بالأخوين في معركة عنيفة. يمر الوقت وكويريل يحاول البعد عن شبهة قتل زميله فيك. يلتقي كويريل بالملازم سيبلون الذي يبدو عليه أنه مغرم بكويريل، ويحاول باستمرار إثبات رجولته له، وهو يدرك أن كويريل قتل فيك، لكنه يقررر حمايته، وفي وقت لاحق، يكشف سيبلون عن حبه وإهتمامه لكويريل وهو مخمور، وهم يقبلون ويتعانقون عائدين للسفينته «لو فنجور».

## الإنتاج
كان من المقرر أن يقوم المخرج الألماني «فرنر شروتر Werner Schroeter» بإخراج رواية المؤلف الفرنسي جان جينيه، لكن لفشله في تمويل الفيلم، قام فاسبيندر بهذا العمل. قام كاتب السيناريو دريست بكتابة نصًا مختلفًا تمامًا عن الكتاب لفاسبيندر الذي أخذ هذا النص وقلبه رأسًا على عقب.

## الإصدار والإستقبال
تم بيع أكثر من 100000 تذكرة في الأسابيع الثلاثة الأولى بعد إصدار الفيلم في باريس، وهي المرة الأولى التي يحقق فيها فيلم ذو موضوع مثلي جنسي قوي مثل هذا النجاح. تلقى الفيلم آراء متباينة، ووصفه النقاد الذين أشادوا به، بأنه «تجربة نبيلة»، بينما وصفها المنتقدون بأنها غير متماسكة ومفككة. السينمائية «بيني أشبروك» تسمي هذا الفيلم «المرثية المثالية، فهو بيان شخصي مكثف لفيلم لا هوادة فيه لحساسية الذكور المثليين، التي تأتي من صانع أفلام كبير». منح موقع الطماطم الفاسدة فيلم «كويريل» تقدير 62% بناء على 13 تعليق للنقاد.

## وصلات خارجية
- Querelle  في قاعدة بيانات الأفلام على الإنترنت (بالإنجليزية)
- Querelle في روتن توميتوز.